# (38070) Redwine
(38070) Redwine est un astéroïde de la ceinture principale.

## Description
(38070) Redwine est un astéroïde de la ceinture principale. Il fut découvert le 6 avril 1999 à la station Anderson Mesa par le programme LONEOS. Il présente une orbite caractérisée par un demi-grand axe de 2,14 UA, une excentricité de 0,22 et une inclinaison de 4,0° par rapport à l'écliptique.

## Compléments